# Botrychium robustum
Botrychium robustum là một loài dương xỉ trong họ Ophioglossaceae. Loài này được Rupr. Underw. mô tả khoa học đầu tiên năm 1903.